# Флаг Тигильского района
Флаг муниципального образования «Тиги́льский муниципальный район» Камчатского края Российской Федерации — опознавательно-правовой знак, служащий официальным символом муниципального образования.
Флаг утверждён 20 февраля 2008 года решением 9-й сессии первого созыва Собрания депутатов муниципального образования «Тигильский муниципальный район» № 5 и 30 ноября 2008 года внесён в Государственный геральдический регистр Российской Федерации с присвоением регистрационного номера 4318.
28 августа 2008 года, решение от 20 февраля 2008 года было признано утратившим силу, и решением Собрания депутатов № 4 было утверждено новое положение о флаге района. 

## Описание
«Прямоугольное полотнище с отношением ширины к длине 2:3, воспроизводящее композицию герба Тигильского муниципального района в белом, зелёном, синем, чёрном и красном цветах».
Геральдическое описание герба гласит: «В серебряном поле с зелёным правым и лазоревым левым боковиками вверху — чёрный, обернувшийся вправо ворон прямо, внизу — две червлёные двухъярусные башни с остроконечными кровлями, между которыми — обременённые тонким серебряным восьмиконечным православным крестом затворенные червлёные ворота с треугольными зубцами поверху, с выходящими вверх из-за ворот червлёным бунчуком, на который наложены накрест червлёные ружье и обнажённая сабля рукоятью вниз».